# عدد مركب مقسم
الأعداد العقدية المقسمة (أو الأعداد المُغالية -hyperbolic numbers-) هي امتداد للأعداد الحقيقية تعرف بشكل مشابه للأعداد العقدية. الفرق الأساسي بينهما أن الضرب في الأعداد العقدية العادية يتم وفق المعيار التربيعي لصيغة Euclidean -إيوكليد- {\displaystyle x^{2}+y^{2}} والتي نحصل من خلالها على مربع طويلة العدد العقدي R. الضرب في الأعداد العقدية المقسمة يتم وفق صيغة Minkowski -مينكوسكي- التربيعية {\displaystyle x^{2}-y^{2}}. من المنظور الجبري الأعداد العقدية المقسمة لها العديد من الخصائص المهمة مثل احتوائها على عناصر لا تتغير عندما تضرب بنفسها وهي العناصر التي تحقق المعادلة n X n = n (هذه العناصر تسمى idempotents بالإنكليزية).بالإضافة إلى أن مجموعة الأعداد العقدية المقسمة لا تشكل مجالاً وإنما تشكل حلقة.
الأعداد العقدية المقسمة لها العديد من الأسماء المرادفة الأخرى؛ أنظر فقرة الأسماء المرادفة في الأسفل. اسم «المقسمة» أتى من حقيقة أن التوقيع الموزون Metric signature لها يكون من الشكل (p,p) ويسمى التوقيع المقسم، أي أن الأعداد العقدية المقسمة مشابهة للأعداد العقدية العادية لكن توقيعها من الشكل (1,1).

## التعريف
العدد العقدي المقسم له أحد الأشكال التالية:
z = x + j y
حيث x,y أعداد حقيقية والمقدار j يحقق ما يلي
j2 =-1.
وهنا يظهر فرق آخر بين الأعداد العقدية المقسمة والعقدية العادية حيث أن اختيار {\displaystyle j^{2}=-1} يجعل النتيجة عددا عقدياً عادياً.
المقدار j هنا ليس عدداً حقيقياً وإنما مقدار مستقل؛ وحيث أنه لا يساوي ±1.
إن مجموع جميع الأعداد z يشكل ما يسمى المستوي العقدي المقسم. الجمع والضرب للأعداد العقدية المقسمة يعرف كما يلي:
(x + j y) + (u + j v) = (x + u) + j(y + v)
(x + j y)(u + j v) = (xu + yv) + j(xv + yu).
الضرب هو تبديلي وتجميعي وقابل للتوزيع على الجمع.

## خواص الأعداد العقدية المقسمة
- المتمم:كما في الأعداد العقدية العادية يمكننا أن نحصل على متمم عدد عقدي مقسم كما يلي إذا كان

z = x + j y
يعرف متمم z كما يلي
z* = x − j y.
الإتمام هنا يحقق نفس خواص الإتمام في العقدية العادية.
- القاعدة التربيعية (أو الصيغة التربيعية أو مربع الطويلة) لعدد عقدي مقسم z = x + j y تعطى كما يلي:

z‖ = zz* = z*z = x² − y²‖
لاحظ أن هذه الصيغة ليست موجبة دوماً ويكون لها التوقيع (1,1). من الصفات الهامة لهذه الصيغة أنها محققة من أجل ضرب الأعداد العقدية
المقسمة:
‖zw‖ = ‖z‖‖w‖
- الجداء الداخلي الموافق للصيغة (1,1) يعطى بالشكل:

z, w> = Re(zw*) = Re(z*w) = xu − yv>
حيث z = x + j y و w = u + j v.
لاحظ أن:
<z‖ = <z, z‖
رياضياً، يقال عن عددين عقديين مقسمين z و w أنهما متعامدان إذا كان
z, w> = 0>
- نقول عن عدد عقدي مقسم أنه قابل للقلب إذا وفقط إذا كان مربع طويلته لا يساوي الصفر(z‖ ≠ 0‖) ويكون مقلوبه يعطى كما يلي:

1-^z* / ‖z‖ = z
الأعداد العقدية المقسمة الغير قابلة للقلب تسمى العناصر الفارغة Null Elements والتي يكون لها الصيغة (a ± j a) من
أجل عدد حقيقي a.
- القاعدة القطرية:

هناك عنصران رئيسيان يحققان أن ee = e و *e*e* = e يعطيان كما يلي:
e = (1 − j)/2 و e* = (1 + j)/2.
لاحظ أن كلا العنصرين السابقين هو فارغ (e‖ = ‖e*‖ = e*e = 0‖).
غالباً ما يكون استخدام e و *e مريحا كقاعدة بديلة للمستوي العقدي المقسم. هذه القاعدة تسمى القاعدة القطرية diagonal basis أو القاعدة الفارغة null basis ويمكن أن يكتب العدد العقدي المقسم وفق القاعدة الفارغة كما يلي:
*z = x + j y = (x − y)e + (x + y)e.
إذا كتبنا العدد *z = ae + be من أجل العددين الحقيقيين a و b بالشكل (a,b) عندها ضرب الأعداد العقدية المقسمة يعطى كما يلي:
(a1,b1)(a2,b2) = (a1a2, b1b2).
ومتمم العدد العقدي المقسم يعطى حسب القاعدة القطرية كما يلي:
(a,b)* = (b,a)
ومربع الطويلة يعطى بالشكل:
a,b)‖ = ab)‖

## هندسة الأعداد العقدية المقسمة
مجموعة النقاط
{z : ‖z‖ = a² }
تشكل قطع زائد من أجل كل قيمة غير صفرية a من R. القطع الزائد يمر فيه الفرع اليميني والفرع اليساري من النقط (a , 0) و ( a , 0-)على التتالي. حالة a = 1 تسمى القطع الزائد الواحدي (unit hyperbola).
القطع الزائد المتمم يعطى كما يلي:
{z : ‖z‖ = −a² }
مع فرع علوي وفرع سفلي يمر عبر (o , a) و (o , -a) على التتالي.
القطع الزائد والقطع الزائد المتمم مفصولان بالمقاربان القطريان اللذان يشكلان مجموعة العناصر الفارغة null elements:
{z : ‖z‖ = 0 }
هذان المستقيمان (يسميان أحياناً المخروط الفارغ null cone) متعامدان ولهما ميل يساوي ±1.

## التمثيل المصفوفي
يمكن تمثيل العدد العقدي z = x + j y بالمصفوفات كما يلي:
{\displaystyle z\mapsto {\begin{pmatrix}x&y\\y&x\end{pmatrix}}.}
متمم العدد العقدي المقسم يكون بضرب كلا الطرفين بالمصفوفة
{\displaystyle C={\begin{pmatrix}1&0\\0&-1\end{pmatrix}}.}
للعمل وفق القاعدة القطرية نستخدم تمثيل المصفوفة القطرية
{\displaystyle z={\begin{pmatrix}x-y&0\\0&x+y\end{pmatrix}}.}

## تاريخ
يعود استخدام الأعداد العقدية المقسمة إلى عام 1848 من قبل الرياضي James Cockle. واستخدم William Kingdon Clifford الأعداد العقدية المقسمة في دراساته. وفي القرن العشرين أصبحت العقدية المقسمة قاعدة لتمثيل تحويلات لورنز للارتباطات الخاصة.وكما استخدمها كل من العلماء I.M. Yaglom, Walter Benz, and Garett Sobczyk.

## مرادفات
يوجد العديد من الأسماء التي تسمى بها الأعداد العقدية المقسمة منها:
1. (جبرياً) motors المحرك , W.K. Clifford 1882
2. hyperbolic complex numbers الأعداد العقدية المُغالية , J.C. Vignaux 1935 and G. Sobczyk 1995
3. double numbers الأعداد المضاعفة , I.M. Yaglom 1968 and Hazewinkel 1990
4. dual numbers الأعداد الثنائية , L. Kauffman 1985 and J. Hucks 1993
5. Lorentz numbers أعداد لورنز, F.R. Harvey 1990
6. split-complex numbers الأعدا العقدية المقسمة ,B. Rosenfeld 1997
7. perplex numbers الأعداد المربكة , P. Fjelstad 1986